# Episannina chalybea
Episannina chalybea is een vlinder uit de familie wespvlinders (Sesiidae), onderfamilie Sesiinae.
Episannina chalybea is voor het eerst wetenschappelijk beschreven door Aurivillius in 1905. De soort komt voor in het Afrotropisch gebied.